# James L. Shaver
James Lavesque Shaver (* 17. Mai 1902 in Vanndale, Cross County, Arkansas; † 1. August 1985 in Wynne, Arkansas) war ein US-amerikanischer Politiker. Zwischen 1943 und 1947 war er Vizegouverneur des Bundesstaates Arkansas.

## Werdegang
James Shaver besuchte die Wynne High School und das Hendrix College in Conway. Nach einem anschließenden Jurastudium an der Washington and Lee University in Virginia und seiner 1923 erfolgten Zulassung als Rechtsanwalt begann er in diesem Beruf zu arbeiten. Gleichzeitig schlug er als Mitglied der Demokratischen Partei eine politische Laufbahn ein. Zwischen 1925 und 1931 war er Abgeordneter im Repräsentantenhaus von Arkansas. Später saß er für zwei Legislaturperioden im Staatssenat.
1942 wurde Shaver an der Seite von Homer Martin Adkins zum Vizegouverneur von Arkansas gewählt. Dieses Amt bekleidete er zwischen 1943 und 1947. Dabei war er Stellvertreter des Gouverneurs und Vorsitzender des Staatssenats. Seit 1945 diente er in diesem Amt unter dem neuen Gouverneur Benjamin Travis Laney. Nach seiner Zeit als Vizegouverneur praktizierte James Shaver wieder als Anwalt. Er starb am 1. August 1985.